# 災害情報共有システム
災害情報共有システム（さいがいじょうほうきょうゆうシステム）、通称Lアラートは、自治体・ライフライン事業者から発信される災害関連情報等を集約し、放送局・アプリ事業者等の多様なメディアに迅速に情報伝達を行うシステム。一般財団法人マルチメディア振興センターが設置・運営し、総務省が普及を促している。BtoBの仕組みであるため住民に情報伝達を直接行うことはない。
例えばシステムに加入しているラジオ放送、防災行政無線、ポータルサイトなどに連動した自動の原稿作成に用いられたり、テレビ局のデータ放送やスマートフォンアプリのプッシュ通知、自治体から避難指示をスマートフォンで通知する緊急速報メールなどで、内部の情報伝達を担う。

## 歴史
2000年代に登場した地上デジタルテレビのデータ放送を運用するにあたって、各社統一フォーマットのTVCMLが策定されたこと、また世界を見ると国際標準化団体OASISが緊急事態コミュニケーションのフォーマットとしてCAP(Common Alerting Protocol  (en) )およびこれを用いたEDXL(Emergency Data Exchange Language  (en) )を策定したことが、ひとつの技術的開始点になっている。
ところで、避難勧告（当時）、気象情報、洪水の情報、交通運行情報などは自治体・関係機関や企業それぞれの情報網で伝達されていたが、その伝達ルートやデータの方式を統一することができれば、情報伝達の迅速化や正確性の向上が図れ、自治体間の情報共有に生じていた時間差の是正などの効果も得られると考えられていた。
一部の自治体が個別に放送局などと連携して情報発信を開始した先例もあった。例えば2007年に発生した新潟県中越沖地震において、NHK新潟放送局は開始間もないデータ放送で災害時に住民が求めるローカルな情報を伝える緊急報道を行った。このとき、情報収集に充てる人員や機材が限られ効率の向上が課題となった。また当時の背景として、エリアメールやソーシャルメディアがまだそれほど普及しておらず、速報的な情報伝達の手段としてテレビの比重は大きかったため、テレビでの活用が柱となった。
こうして国内統一のフォーマット整備の機運が生まれ、2008年に総務省の研究会「地域の安心・安全情報基盤に関する研究会」が提言を行い、並行して2008-2009年度に同省の地域情報プラットフォーム推進事業への採用や東海地方や兵庫県での実証実験を経て仕様を決定、2011年（平成23年）6月に「公共情報コモンズ」としてサービスの開始に至った。
2014年8月には「Lアラート」へ名称を変更している。Lは local （地域の）からきており、Jアラートと組み合わせた運用を行うことも改称の理由のひとつ。
地域別では、2019年4月1日に福岡県が運用を始めたことで47都道府県全てが加入している。
2016年熊本地震では、被災した益城町役場が発信する証明書発行、支援金申請、水道やごみなどの生活情報が、Lアラートを介して地元テレビ局2社のデータ放送やL字画面、ウェブサイトや連携1社のスマートフォンアプリで提供されている。また、携帯電話会社が提供する通信状況、県が提供する道路情報の提供を担ったほか、地震後の大雨の際に多忙な被災自治体の避難勧告等の入力を熊本県が代行する措置の実現にも寄与した。
現在、Lアラートは一般財団法人マルチメディア振興センターが運営しているが、2025年6月13日に閣議決定された「デジタル社会の実現に向けた重点計画」に基づき、この運営は2026年度中に国へ移管される予定である。

## 仕組み
システム内のデータ伝達には統一形式の公共情報コモンズEDXLというフォーマットを用いる。このフォーマットはEDXLをLアラート用に拡張（機能を追加）したものである。また、公共情報コモンズEDXLで扱う内部フォーマットはPCXML(Public Commons XML)と名付けられている。
このフォーマットには、情報の種別、運用の種別（本番か訓練かなど）、発信者の情報、対象地域、タイトル、見出し文、発信や作成の日時、管理のためのIDなどを設定する。
導入している市町村や都道府県などの自治体の端末、都道府県の防災システム、Jアラート（消防庁管理）、気象庁の防災情報（気象業務支援センター管理）のシステム・サーバ、放送事業者や通信事業者、企業などのシステム・サーバがシステムに接続してネットワークを構成している。システムの中心にはコモンズノードシステムと呼ばれる情報処理システムがあり、収集した公共情報コモンズEDXL形式や気象庁防災情報XML形式の情報を変換して対象地域別に振り分けて対象者へ配信する。XMLであるSOAPのほか、放送事業者向けにはTVCML形式、Webサーバ向けにはHTML形式への変換に対応する。
手動で情報の発信や閲覧を行う場合には端末のコモンズツール（エディタやビューア）を用いる。導入している市町村や都道府県などの自治体はエディタとビューア、報道機関などはビューアを用いる。平行して、接続するシステム・サーバは自動で情報の発信・受信を行い、事業者によってはそのデータを自動処理する。例えば、放送システムとの連動によりテレビのデータ放送へとデータを流したり、ウェブサイトの災害情報ページにデータを追加したりする。
ネットワークは総合行政ネットワーク(LGWAN)やIP-VPN、インターネットを利用する。

## 発信される情報
地方公共団体
避難情報（高齢者等避難、避難指示、緊急安全確保）、避難所・一時滞在施設開設情報、被害情報、河川水位や雨量の情報、災害対策本部設置状況など
お知らせ情報 - 自治体により任意に設定。災害時の手続きや被災者支援などの情報や、平時の行政窓口や防犯・環境・医療・福祉などの情報を提供する例が想定されている。
自治体によっては、住民への広報のためのお知らせ・イベント情報の伝達も行う。

国の機関
国民保護情報（消防庁管理のJアラート経由）
特別警報・警報、土砂災害警戒情報、津波警報、地震情報、噴火警報などの防災気象情報（気象業務支援センター経由、気象庁発信）

ライフライン事業者
お知らせ情報（携帯電話会社、都市ガス会社等） - 参加事業者により任意に設定。通信、都市ガス、水道等の障害・復旧や、交通機関や道路の運行・規制などの情報を提供する例が想定されている。携帯電話の大手3社（NTTドコモ、KDDI、ソフトバンクモバイル）ほか通信分野は計7社が加入（2023年3月時点）。都市ガスは92社（2023年3月時点）。
停電発生状況（一部の電力会社） - 東京電力、中部電力、関西電力の3社が加入（2023年3月時点）。

## Lアラートを利用する市民向け情報
- テレビ放送やラジオ放送（データ放送や放送原稿への利用）[1] - テレビ129局、AMラジオ15局、FMラジオ50局が加入（2023年3月時点）[13]
  - NHKは全国レベルで参画し、災害情報伝達の改善、例えば2018年から実施している避難対象地域名と避難場所の詳細表示化などに活用している[1][14]。
- ケーブルテレビやコミュニティラジオ、臨時災害放送局（データ放送や放送原稿） - コミュニティFM 194局が加入（2023年3月時点）[13]
- スマートフォン・携帯電話の緊急速報メール・エリアメールの一部[1][10]（Lアラートを経由しないものもある）
- スマートフォン等のアプリ - Yahoo!防災速報[2]、（旧）goo防災アプリ[注 1][2]、特務機関NERV防災アプリ[15]など。
- ウェブサイト（ポータルサイトやニュースサイトなど）やSNS（X（旧Twitter）など）の自動更新 - Yahoo!天気・災害[16]など。
- デジタルサイネージ[1][10]
- 企業が提供する情報システムでの採用[1]
- カーナビへの組み込み等も想定されている[2]。

## 課題
従前に比べて効率化が図られたとはいえ、避難指示は自治体職員の人手による入力を介するため、条件によっては発信が遅れる。例えば、深夜などの時間帯要因、業務の多忙さ、担当者の不在などが挙げられる。防災無線・広報車・ホームページ・SNSなどほかの伝達手段が優先されるケースもあるが、これらをワンストップで発信できるようシステムが連携する分野を増やすことで改善が可能。